# Bulbophyllum frostii
Bulbophyllum frostii  (лат.) (нередко именуется как Бульбофиллюм фрости) — вид однодольных цветковых растений семейства Орхидные (Orchidaceae) рода Бульбофиллюм (Bulbophyllum). Произрастает в Малайзии, Таиланде и Вьетнаме. Эпифит. Часто выращивается в домах как декоративное растение.